# رشته‌کوه

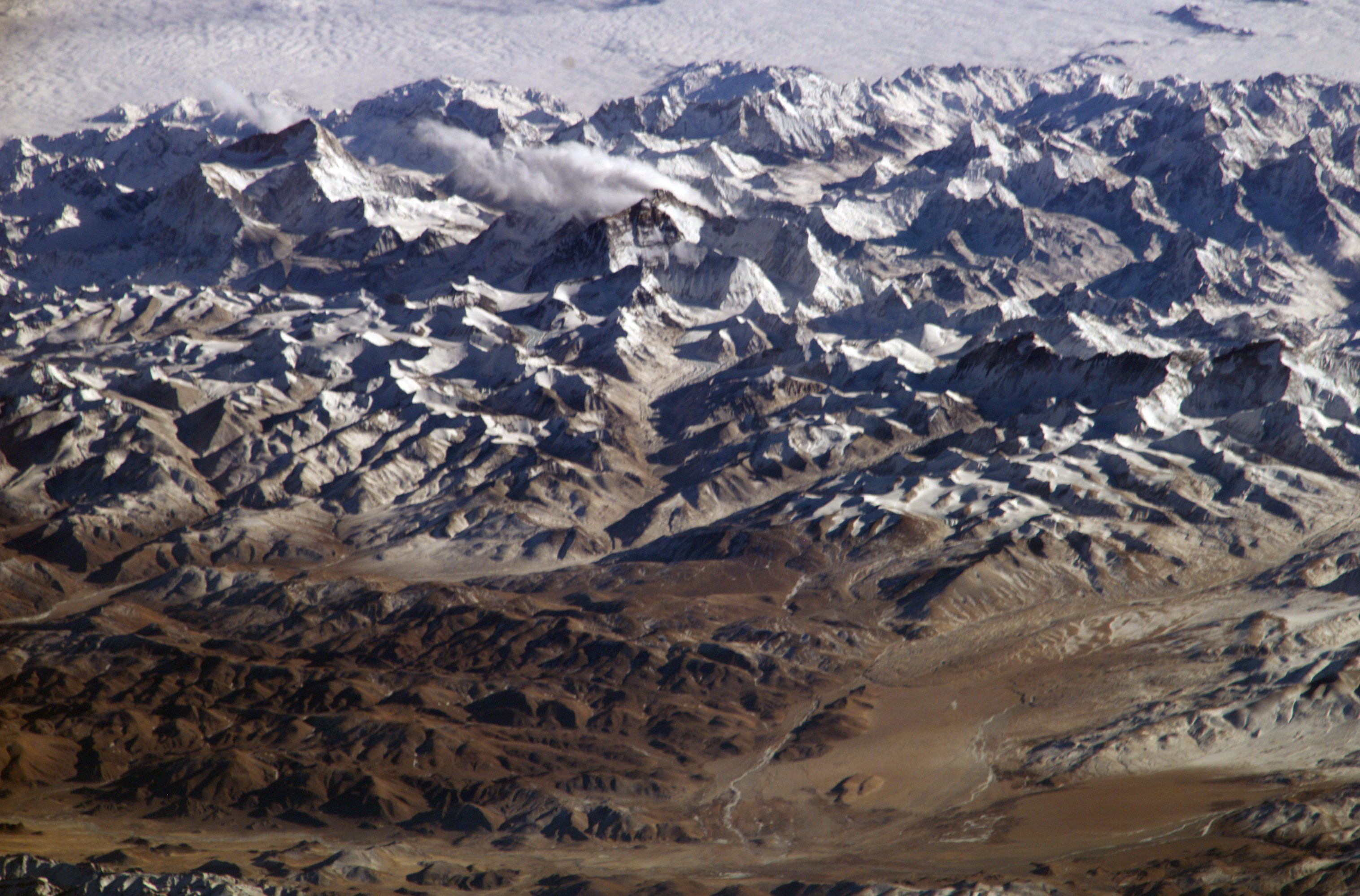
رشته کوه هیمالیا

رشته‌کوه (به انگلیسی: mountain system یا mountain belt)که پارسی‌زبانان فرارود بدان قطارکوه می‌گویند به گروهی از کوه‌های به‌هم‌پیوسته که توسط زمین‌های کم ارتفاع احاطه شده باشند گفته می‌شود. در میان رشته‌کوه‌های گوناگون معمولاً رودخانه‌ها و دره‌هایی قرار دارند. زمین‌های یک رشته‌کوه لزوماً دارای پیشینه زمین‌شناختی یکسان نیستند. رشته‌کوه‌ها معمولاً در جهت طولی کشیده شده‌اند و در اثر عوامل زمین‌ساختی مانند فشار دو صفحه زمین‌ساختی به همدیگر در اثر حرکت قاره‌ها پدید آمده‌اند.
رشته‌کوه هیمالیا در اثر برخورد صفحه هندوستان به صفحه آسیایی پدید آمده‌است. رشته‌کوه‌های البرز و زاگرس در ایران بخاطر برخورد و فشار صفحه عربستان به صفحه اوراسیا پدید آمده‌اند.

## رشته‌کوه‌های بزرگ

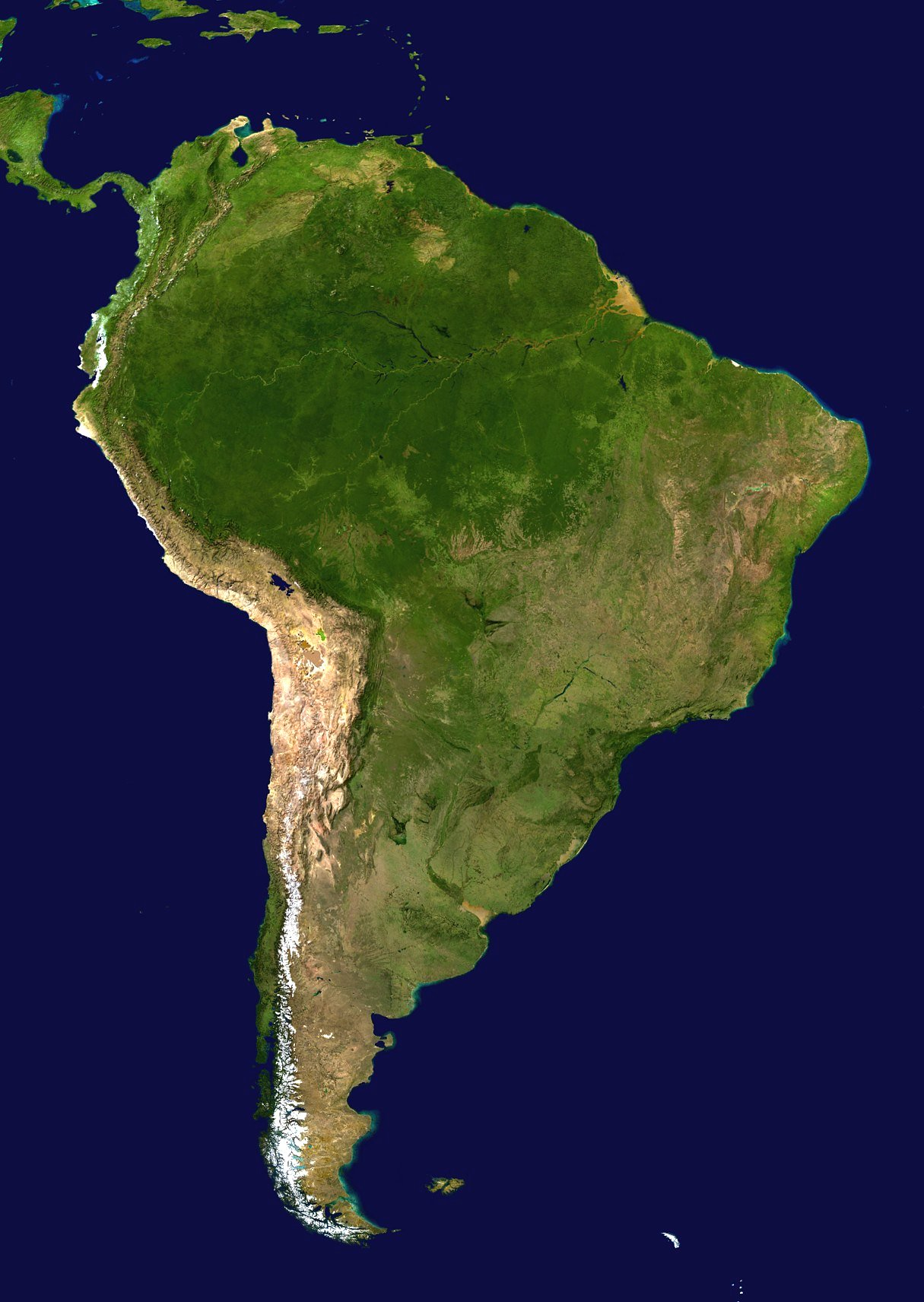
رشته‌کوه آند واقع در آمریکای جنوبی

- آند - طویل‌ترین رشته‌کوه جهان[۱]
- هیمالیا
- سیرا نوادا
- آلپ
- اورال
- زاگرس
- البرز
- پامیر
- هندوکش
- آلتائی
- دولومیت
- قفقاز
- پیرنه
- اطلس